# Tub de torpede
Un tub de torpede és un dispositiu cilíndric per llançar torpedes.
Hi ha dos tipus principals de tubs de torpedes: tubs submarins instal·lats en submarins i alguns vaixells de superfície, i unitats muntades a coberta (també anomenades llançatorpedes) instal·lades a bord de vaixells de superfície. Els llançatorpedes muntats a la coberta solen estar dissenyats per a un tipus específic de torpedes, mentre que els tubs de torpedes submarins són llançadors d'ús general, i sovint també són capaços de desplegar mines i míssils de creuer. Els llançadors més moderns estan estandarditzats en un diàmetre de 12,75 polzades (324 mm) per a torpedes lleugers (muntats a la coberta a bord del vaixell) o un diàmetre de 21 polzades (533 mm) per a torpedes pesats (tubs submarins), encara que s'han utilitzat altres mides de tubs de torpedes.

## Tub de torpedes submarí
Un tub de torpede submarí és un mecanisme més complex que un tub de torpede en un vaixell de superfície, perquè el tub ha d'aconseguir la funció de moure el torpede des de la pressió atmosfèrica normal dins del submarí cap al mar a la pressió ambiental de l'aigua al voltant del submarí. Així, un tub de torpede submarí funciona segons el principi d'una resclosa d'aire biosegur.

### Operació del tub de torpede

Un diagrama simplificat d'un tub torpede submarí

El diagrama il·lustra el funcionament d'un tub torpede submarí. El diagrama està una mica simplificat, però mostra el funcionament d'un llançament de torpedes submarí.
Un tub de torpede té un nombre considerable d'enclavaments per raons de seguretat. Per exemple, un enclavament impedeix que la porta del revés i la porta del morrió s'obrin al mateix temps.
La seqüència de llançament del torpede submarí és, en forma simplificada:
1. Obertura de la porta de la recámara de la sala de torpedes. Carrega del torpede al tub.
2. Connexió de la connexió de la guia del cable i el cable d'alimentació del torpede.
3. Tancament de la porta.
4. Encesa del torpede. Cal un temps mínim per escalfar els torpedes. Els programes de control de foc es carreguen al torpede.
5. Inundació del tub torpede. Això es pot fer manualment o automàticament, des del mar o des de tancs, depenent de la classe de submarí. El tub s'ha de ventilar durant aquest procés per permetre l'ompliment complet i eliminar les bosses d'aire que podrien escapar a la superfície o causar danys en disparar.
6. Obertura de la vàlvula d'equalització per igualar la pressió al tub amb la pressió ambiental del mar.
7. Obertura de la porta del morrió. Si el tub està configurat per al mode d'impuls, la vàlvula corredissa s'obrirà amb la porta del morrió. Si se selecciona el mode Swim Out, la vàlvula lliscant roman tancada. La vàlvula lliscant permet que l'aigua de la bomba d'expulsió entri al tub.
8. Quan es dona l'ordre de llançament i es compleixen tots els enclavaments, el pistó d'aigua funciona, introduint un gran volum d'aigua al tub a alta pressió, que expulsa el torpede del tub amb una força considerable. Els torpedes moderns tenen un mecanisme de seguretat que impedeix l'activació del torpede tret que el torpede detecti la quantitat necessària de força G.
9. El cable d'alimentació queda tallat en el llançament. Tanmateix, si s'utilitza un cable de guia, roman connectat a través d'un tambor de filferro al tub. Els sistemes de propulsió de torpedes varien, però els torpedes elèctrics neden fora del tub per si mateixos i tenen un diàmetre més petit. Els torpedes amb 21 polzades (530 mm) de diàmetre i motors que cremen combustible solen arrencar fora del tub.
10. Un cop fora del tub, el torpede comença la seva carrera cap a l'objectiu tal com programa el sistema de control de foc. Les funcions d'atac estan programades, però amb armes guiades per cable, certes funcions es poden controlar des del vaixell.
11. Per als torpedes guiats per filferro, la porta del morrió ha de romandre oberta perquè el cable de guia encara està connectat a l'interior de la porta del revés per rebre ordres del sistema de control de foc del submarí. S'activa un tallador de filferro a l'interior de la porta de la revés per alliberar el cable i el seu cable protector. Aquests s'allunyen del vaixell abans de tancar la porta del morrió.
12. El cicle de drenatge és una inversa del cicle d'inundació. L'aigua retorna als dipòsits de l'embarcació i es pot moure segons sigui necessari. El tub s'ha de ventilar per drenar completament el tub, ja que sol ser per gravetat.
13. Obertura de la porta del revés i retirada de les restes del cable d'alimentació del torpede i la cistella de filferro de guia. El tub s'ha d'eixugar per evitar l'acumulació de llim. Aquest procés s'anomena "bussejar el tub" i la tradició diu que "tu que dispara, busseja".
14. Tancament de la porta.

Els torpedes de recanvi s'emmagatzemen darrere del tub en bastidors.
La velocitat és una característica desitjable d'un sistema de càrrega de torpedes, però la seguretat és primordial. Hi ha diversos sistemes de manipulació manual i hidràulic per carregar torpedes als tubs. Abans de la classe Ohio, els SSBN nord-americans utilitzaven un sistema de polipasts manual que trigaven uns 15 minuts a carregar un tub. Els SSN anteriors a la classe Seawolf utilitzaven un sistema hidràulic que era molt més ràpid i segur en condicions on el vaixell necessitava maniobrar.
El submarí alemany Tipus 212 utilitza un nou desenvolupament del sistema d'expulsió d'aigua, que expulsa el torpede amb pressió d'aigua per evitar la detecció acústica.